# In Flanders Fields

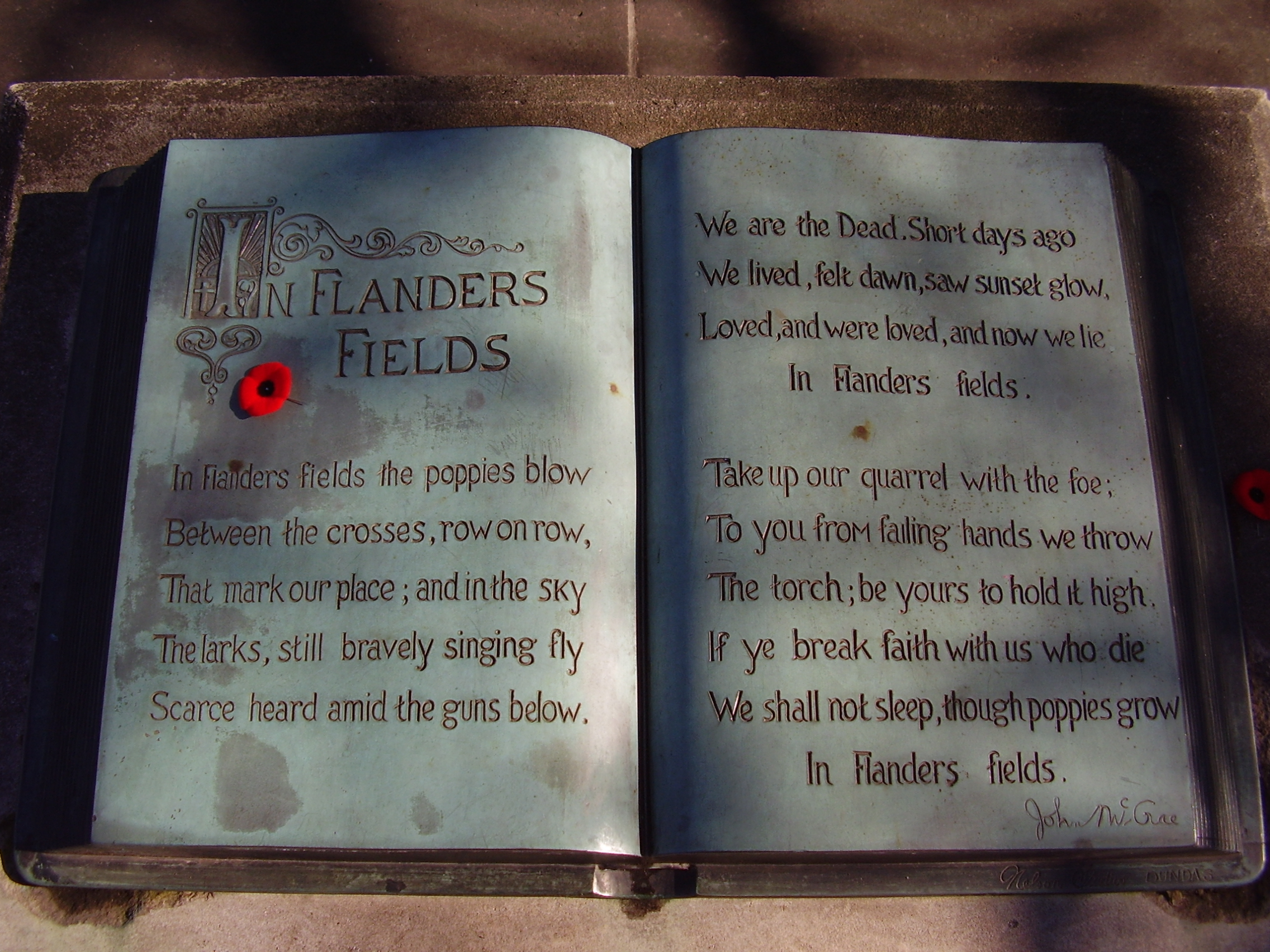
Inscripción del poema completo en un libro de bronce en la casa monumento donde nació John McCrae en Guelph, Ontario, Canadá.

In Flanders Fields es un poema de guerra en forma de rondó escrito durante la  Primera Guerra Mundial por el teniente coronel médico John McCrae perteneciente al Cuerpo Expedicionario Canadiense desplegado en Flandes. McCrae quedó muy afectado por la muerte de su amigo (y antiguo alumno) teniente Alexis Helmer durante la Segunda Batalla de Ypres. Al día siguiente, 3 de mayo de 1915, McCrae inspirado por la muerte de Helmer junto con tantos otros soldados y observando la cantidad de amapolas que crecían entre las cruces de los caídos, escribió “In Flanders Fields”. El poema fue publicado sin firmar y por primera vez en la revista londinense Punch del 8 de diciembre de 1915.
Es uno de los poemas más famosos y citados desde su composición. Debido a su rápida popularidad, versos del poema fueron usados por la propaganda aliada en el esfuerzo de guerra así como para el reclutamiento de soldados y la obtención de fondos mediante la venta de bonos de guerra. 
La referencia del poema a las amapolas que crecen sobre las tumbas de los soldados caídos han hecho de esta flor uno de los símbolos para el recuerdo de los soldados muertos durante uno de los conflictos armados más conocidos del mundo. El poema y la amapola son los distintivos omnipresentes en el Día del Recuerdo o del Armisticio en los países miembros de la Commonwealth, especialmente en Canadá dónde "In Flanders Fields" es una de las obras literarias más conocidas del país. El poema también tiene amplia difusión en los Estados Unidos donde está asociado a las celebraciones del Día de los Veteranos.

## Antecedentes

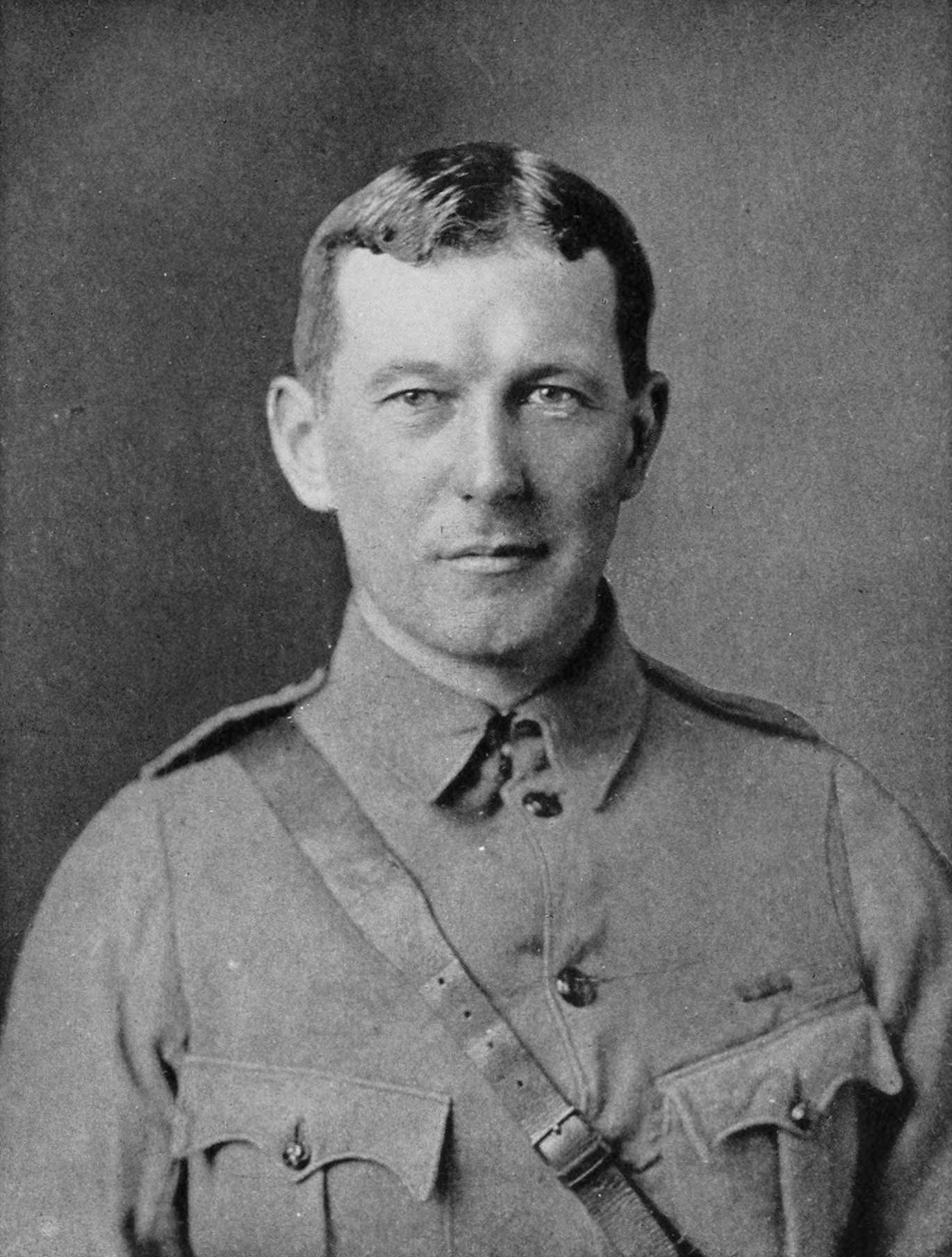
El teniente coronel John McCrae durante la Primera Guerra Mundial.

John Alexander McCrae fue un médico, militar y poeta nacido en Guelph, Ontario en 1872. A temprana edad comenzó a escribir poemas, interés que desarrolló durante toda su vida. A partir de 1894, sus primeros trabajos fueron publicados en peridodicos y revistas canadienses. La temática de la poesía de McCrae estaba enfocada, muchas veces, en la muerte y la paz que sigue una vez que se muere.
Cuando comienza la Primera Guerra Mundial en 1914, McCrae se alista en la Fuerza Expedicionaria Canadiense. McCrae tuvo la opción de alistarse en el cuerpo médico, debido a su profesión y a sus 41 años de edad, pero decidió voluntariamente enrolarse en una unidad de combate como artillero y oficial médico. Esta fue la segunda experiencia bélica de McCrae pues ya estuvo combatiendo como voluntario con las fuerzas canadienses durante la segunda guerra bóer. Siempre se consideró, ante todo, soldado. Desde pequeño, cuando creció en un ambiente militar y posteriormente cuando desarrolló su carrera en diversas instituciones militares canadienses, McCrae creía en el deber de defender y luchar por Canadá y el Imperio Británico.
McCrae luchó en la segunda batalla de Ypres en Flandes, Bélgica. El 22 de abril de 1915 el ejército alemán usó por primera vez en la historia de la guerra gases químicos venenosos. Los alemanes lanzaron sobre las posiciones canadienses cloro, pero fueron incapaces de romper las líneas aliadas que los canadienses mantuvieron más de dos semanas. En una carta a su madre McCrae describía la batalla como una pesadilla:    "Durante diecisiete días ninguno de nosotros ha podido quitarse la ropa o las botas, salvo en alguna ocasión. Durante todo ese tiempo no hemos podido dormir, el fuego de artillería y los disparos de fusil no cesaron ni un minuto… Junto a todo esto, el constante fondo de la muerte, los heridos, los mutilados y la terrible ansiedad de no poder mantener las líneas" El 2 de mayo Alexis Helmer, un íntimo amigo, murió durante la batalla. McCrae, como oficial, se encargó personalmente de los servicios funerarios y observó como las amapolas silvestres crecían alrededor de las tumbas de los soldados muertos en Ypres. Al día siguiente, sentado en el estribo de una ambulancia, compuso el poema.

## Poema

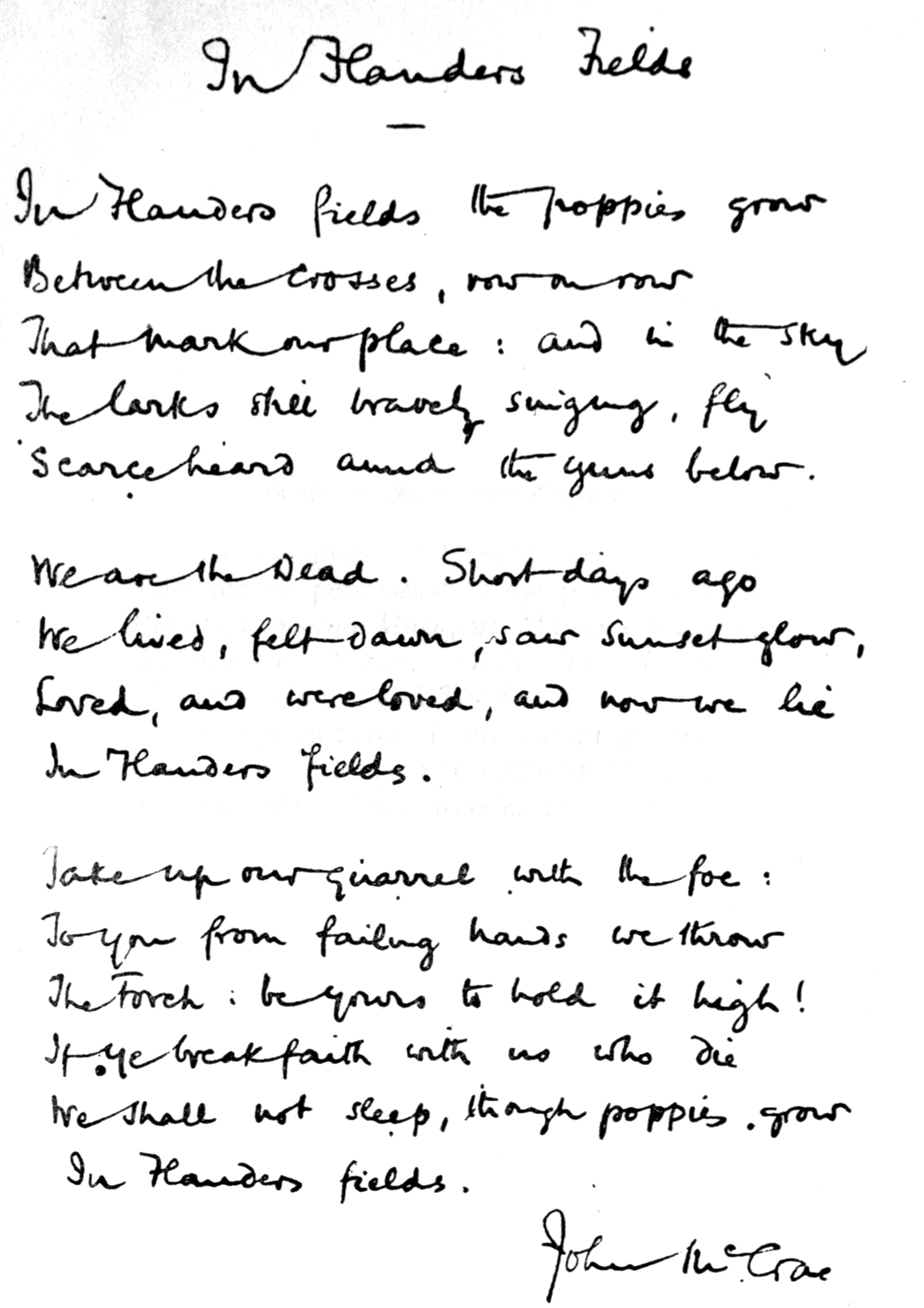
Copia manuscrita del poema en la obra In Flanders Fields and Other Poems. Al contrario que en la versión impresa del mismo libro, McCrae finaliza el primer verso con la palabra "grow".

El primer capítulo de In Flanders Fields and Other Poems, una recopilación de las obras de McCrae realizada en 1919, muestra el texto del poema como sigue:
In Flanders fields the poppies blow

Between the crosses, row on row,

That mark our place; and in the sky

The larks, still bravely singing, fly

Scarce heard amid the guns below.

We are the Dead. Short days ago

We lived, felt dawn, saw sunset glow,

Loved and were loved, and now we lie

In Flanders fields.

Take up our quarrel with the foe:

To you from failing hands we throw

The torch; be yours to hold it high.

If ye break faith with us who die

We shall not sleep, though poppies grow

In Flanders fields.

## Traducción en español
En los campos de Flandes

crecen las amapolas.

Fila tras fila

entre las cruces que marcan nuestras tumbas.

Y en el cielo aún vuela y canta la valiente alondra,

su voz apagada por el fragor de los cañones.

Somos los muertos.

Hace pocos días vivíamos,

cantábamos auroras, veíamos el rojo del crepúsculo,

amábamos, éramos amados.

Ahora yacemos, en los campos de Flandes.

Contra el enemigo proseguid nuestra lucha.

Tomad la antorcha que os arrojan nuestras manos exangües.

Mantenedla bien en alto.

Si faltáis a la fe de nosotros los muertos,

jamás descansaremos,

aunque florezcan

en los campos de Flandes,

las amapolas. 

## Publicación

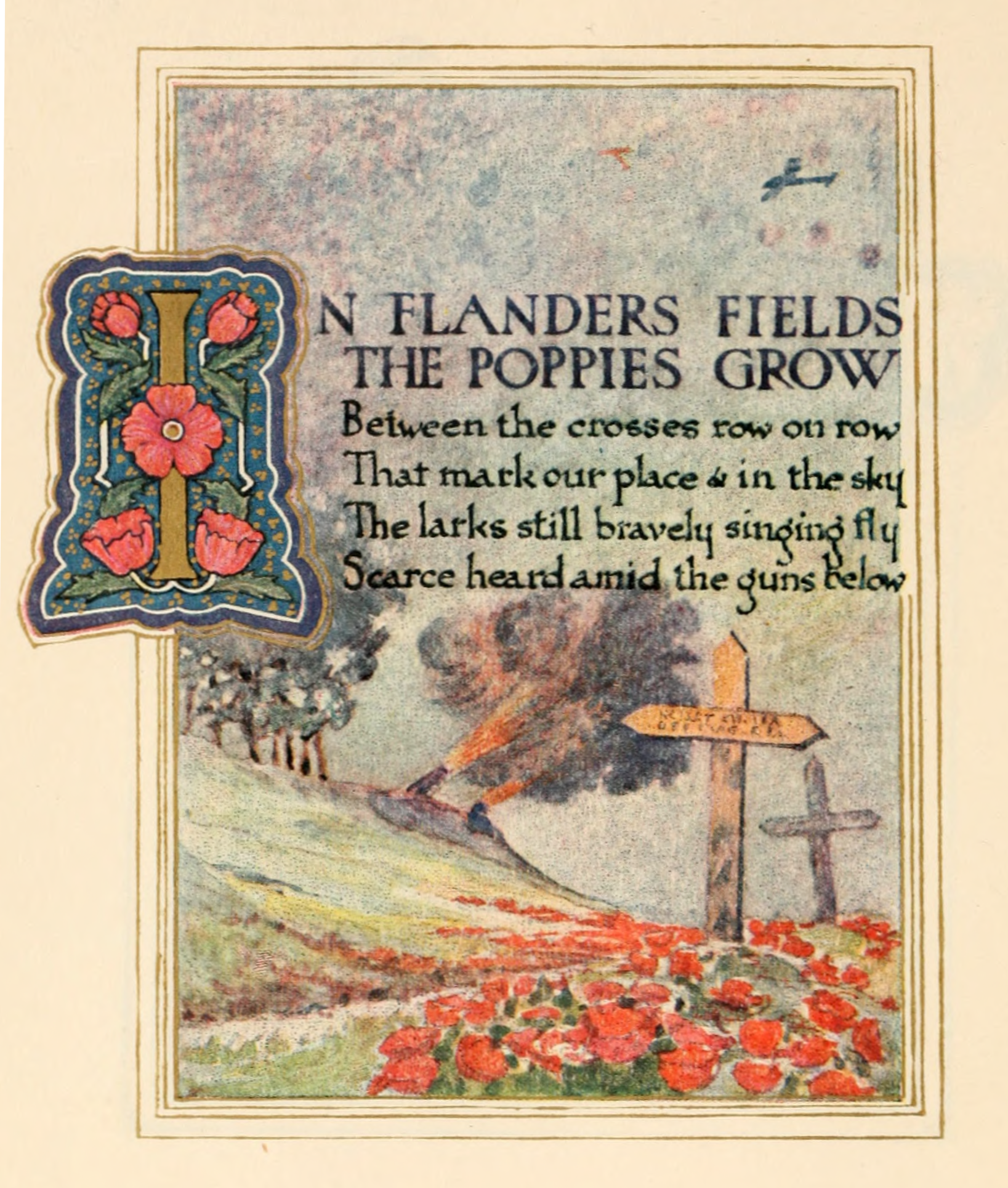
Página ilustrada por Ernest Clegg donde se puede leer que el primer verso termina con "grow".

Existen varias versiones tanto sobre el momento mismo de la escritura de "In Flanders Fields" como de su posterior publicación. Cyril Allinson fue el sargento mayor de la unidad de McCrae. Mientras distribuía el correo de la brigada, Allinson pudo observar como McCrae escribía sin dejar de mirar la tumba de Helmer. Cuando Allison leyó el poema vio que describía "casi exactamente la escena que teníamos delante de nosotros". Allison quedó tan afectado que memorizó el poema inmediatamente.  Tradicionalmente se cuenta que McCrae no quedó satisfecho del todo con el poema por lo que arrugó la hoja de papel y la tiró. El poema fue encontrado por otro compañero de la unidad, o bien Edward Morrison o J. M. Elder, o el propio sargento Allinson. Finalmente, McCrae fue convencido para enviar el poema para su publicación.
Otra historia sitúa a John McCrae escribiendo el poema durante la mañana del 2 de mayo, en tan solo 20 minutos, después de asistir al funeral de Alexis Helmer. Una tercera versión sobre el origen de la obra dice que McCrae compuso el poema en el hospital de campaña durante el escaso tiempo libre del que disponía entre las frecuentes llegadas de soldados heridos en busca de atención médica. Independientemente de su origen, lo que es cierto es que McCrae estuvo trabajando en el poema durante meses hasta que consideró que estaba listo para su publicación. Finalmente, lo envió al semanario londinense The Spectator, pero fue rechazado. Entonces, McCrae envió el poema a la revista humorística Punch donde fue publicado el 8 de diciembre de 1915. Aunque el poema se publicó sin nombrar a su autor, en el índice general de final de año Punch asignó la autoría del poema a McCrae.

## Popularidad

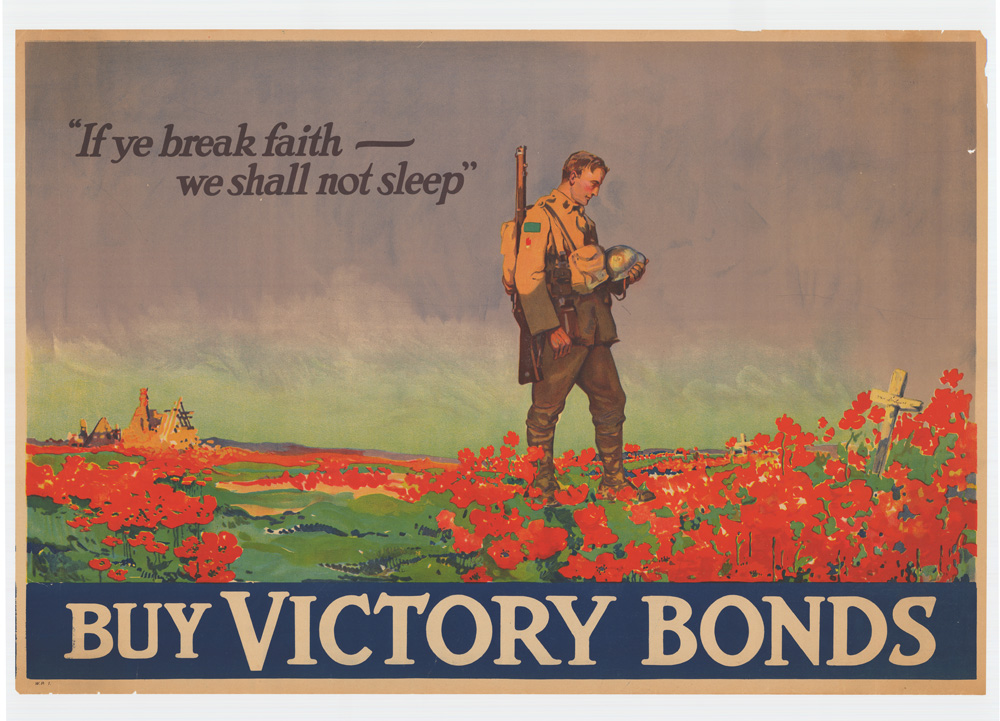
Partes del poema fueron usadas como propaganda de Guerra, como en este cartel canadiense para la venta de bonos de guerra

Según el historiador Paul Fussell, "In Flanders Fields" fue el poema más conocido de su tiempo. Una vez que McCrae fue conocido como el autor del poema comenzó a recibir grandes cantidades de telegramas y cartas elogiándole por su obra. El poema fue publicado por todo el mundo y rápidamente se convirtió en sinónimo del sacrificio de los soldados caídos en la Primera Guerra Mundial. "In Flanders Fields" fue traducido a tantos idiomas que el propio McCrae bromeaba diciendo "seguramente que solamente falta en chino". El poema atrajo prácticamente a todos. Por una parte, los soldados lo tomaron para darse ánimo en el cumplimiento del deber en el frente y no traicionar a sus camaradas caídos. Por otra, la población civil desde sus casas y lejos del frente de batalla vio en el poema una explicación de la causa por la que sus seres queridos estaban luchando.
En el año 2019 el grupo de música Sabaton incluyó una versión cantada del poema como final de su álbum homenaje titulado "The Great War".

## Legado
McCrae fue asignado al cuerpo médico y destinado en Boulogne-sur-Mer, Francia, en junio de 1915, donde fue ascendido a teniente coronel tomando el mando del Hospital General Canadiense número 3. El 13 de enero de 1918 fue ascendido al rango de coronel y nombrado Asesor Médico de los ejércitos de la Corona Británica en Francia. Pero los años de guerra habían afectado a la salud de McCrae. Ese mismo día le fue diagnosticado que padecía neumonía y poco después la enfermedad se extendió provocándole una meningitis. El 28 de enero de 1918 John McCrae murió en el hospital militar de Wimereux siendo enterrado con todos los honores militares en el cementerio comunal de dicha ciudad. Un libro de sus obras, que incluía "In Flanders Fields" fue publicado al año siguiente.
"In Flanders Fields" ha alcanzado el estatus de icono en Canadá donde es un elemento básico en las conmemoraciones del Día del Recuerdo y posiblemente la pieza literaria más conocida entre los canadienses de lengua inglesa. Existe una adaptación oficial en francés titulada "Au champ d'honneur", escrita por Jean Pariseau y utilizada por el gobierno de Canadá en las ceremonias en francés o bilingües. 
La Real Casa de Moneda Canadiense ha emitido un billete de diez dólares en el que aparecen amapolas silvestres junto con la primera estrofa del poema. Además ha acuñado en varias ocasiones monedas de veinticinco centavos con una amapola. La emisión de 2004 lleva en el centro una amapola de color rojo, por lo que está considerada la primera moneda multicolor en circulación del mundo. 
Por otra parte, los versos "to you from failing hands we throw the torch, be yours to hold it high" han servido de lema al equipo de hockey Canadiens de Montréal desde 1940.

### Amapolas del recuerdo

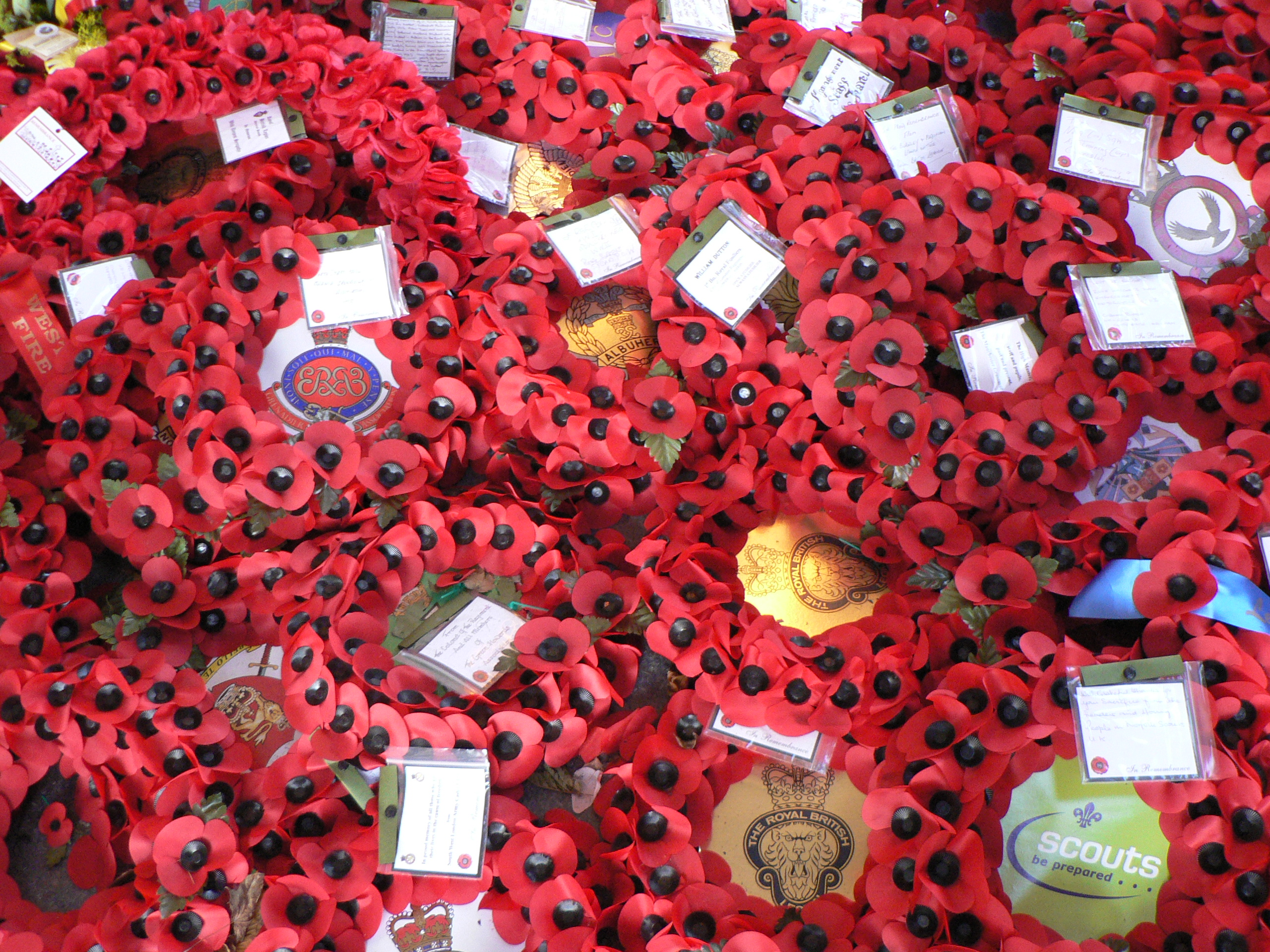
Coronas de amapolas en la Puerta de Menin en Ypres, Bélgica

Las amapolas rojas a las que se refiere McCrae han estado asociadas a la guerra desde las  Guerras Napoleónicas cuando, ya entonces, un escritor de la época se dio cuenta como las amapolas crecían sobre las fosas donde estaban enterrados los soldados. Por otra parte, el substrato del suelo de Flandes fue muy removido y alterado por la artillería, incrementándose mucho los niveles de cal, lo que hizo de las amapolas una de las pocas plantas que se adaptaron muy bien al desolador terreno.
La profesora estadounidense  Moina Michael escribió en 1918 el poema We Shall Keep the Faith como repuesta a la última estrofa del poema de McCrae.  y como homenaje a las primeros versos de "In Flanders Fields", Michael se comprometió a llevar puesta siempre una amapola roja como recuerdo a todos aquellos que habían participado en la guerra.
Después de la guerra, Moina Michael observó que los soldados que habían quedado discapacitados necesitaban un apoyo económico o laboral por lo que materializó la idea de vender amapolas de seda roja como una forma de obtener fondos para estos veteranos de guerra. En 1921, los esfuerzos de Moina llevaron a que la amapola roja fuera adoptada como símbolo para el recuerdo de los veteranos que participaron en la guerra por la American Legion Auxiliary, la mayor asociación patriótica femenina de apoyo a veteranos de guerra. 
La francesa Madame E. Guérin asistió en 1920 a una de las convenciones de la Legion apoyada por Michael y decidió adoptar la idea para vender amapolas en Francia y financiar los centros para huérfanos de la guerra. En 1921, Guérin envió vendedores de amapolas a las conmemoraciones del Día del Recuerdo en Londres lo que llamó la atención al mariscal de campo Douglas Haig. Siendo uno de los fundadores de la Royal British Legion, Haig apoyó con empeño esta nueva iniciativa de vender amapolas. La venta de amapolas se extendió rápidamente a lo largo del Imperio británico. Actualmente, llevar una amapola puesta durante el Día del Recuerdo y sus días previos se mantiene como una costumbre muy popular en las naciones miembros de la Commonweath, especialmente en Canadá, Gran Bretaña, Sudáfrica y también durante el Día ANZAC en Australia y Nueva Zelanda.